# Sziklai Zsigmond
Sziklai Zsigmond, 1882-ig Steinbeck Zsigmond (Pest, 1864. április 18. – Budapest, 1937. március 21.) magyar műépítész.

## Élete
Sziklai (Steinbeck) Ignác (1824–1911) papírkereskedő és Beer Emma gyermekeként született zsidó családban. Középiskolai tanulmányait a Markó utcai reáliskolában végezte, majd a budapesti József Műegyetemen szerzett építészmérnöki diplomát. 1896 júniusában az országban elsőként kapott mozgóképszínházi engedélyt, s még ugyanabban az évben megnyitotta az Andrássy út 41. szám alatt működő moziját. A millenniumi ünnepségek miatt azonban a várt érdeklődés elmaradt, s néhány hónappal később megszüntette vállalkozását. Vezető szerepet töltött be az Építőmesterek Egyesületében és az Országos Iparosok Egyesületében. Tagja volt az 1913-ban alakult Magyar Művészi Munka társaságnak. Nevéhez fűződik a Párisi Nagy Áruház átalakítása a ma is látható formájára. Az épület előtti járdán emlékére – a 2000-es években történő felújítás során – réz emléktáblát helyeztek el. Az ő tervei szerint épült meg az újvidéki és a szabadkai nagyszálló.
Bizonyos épületeit az 1890-es években Goldmann Ernővel közösen tervezte.
1937-ben hunyt el szívelégtelenség következtében. Testét a Farkasréti temetőben helyezték nyugalomra.

## Családja
Felesége Grosz Irén (1876–1932) volt, Grosz Mór kalapgyáros és Müller Biri lánya, akivel 1895. május 5-én Budapesten, a Dohány utcai zsinagógában kötött házasságot.
Gyermekei:
- Sziklai Emma Katalin (1896–1974). Férje Szendrői Lajos József (1890–1945) vegyészmérnök.
- Sziklai Blanka (1898–1916)
- Sziklai Miklós (1900–?). Felesége Szedlacsek Emma Erzsébet (1903–2002).
- Sziklai Klára (1905–1978). Férje Santoro Saverio (1904–1989) olasz királyi főhadnagy.

Sziklai Miklós fia, Sziklai Frigyes (1924–1993) később vegyipari gépészmérnökként, tanárként, és feltalálóként szerzett nevet magának.

## Ismert épületei
- 1890: Jung-bérház, Budapest, Podmaniczky u. 29.[13][14]
- 1890–1891: Führer-bérház, Budapest, Barcsay u. 6.[15][16]
- 1890–1892: Feledi-bérház, Budapest, Teréz körút 35.[17]
- 1896: Winter-bérház, Budapest, Dezsőffy u. 16.[18]
- 1896: Sziklai-bérház, Budapest, Frankel Leó u. 1.[19]
- 1897: Quittner-bérház, Budapest, Szív u. 56.[20]
- 1906: Sziklai-villa, Piliscsaba-Kloltildliget, Mátyás király útja 34/b.[21]
- 1909–1911/1912: Párisi Nagy Áruház, Budapest, Andrássy út 39. (Petschacher Gusztáv 1885-ös házának jelentős mértékű átalakítása)[22][23]
- 1913: lakóház, Budapest, Dániel út 5/d. (a Virányosi tisztviselőtelep részeként)[24][25]
- ?: lakóház, Budapest, Nagy Lajos király útja 104.[26]
- ?: lakóház, Budapest, Erzsébet királyné útja 30/a.[27]
- ?: lakóház, Budapest, Szabolcs u. 7.[28]
- ?: Nagyszálló, Újvidék
- ?: Nagyszálló, Szabadka

Részt vett Malatinszky Elek és Skacel József mellett a Bodánszky-bérház (Budapest, József körút 18.) építési munkálataiban is.

### Goldmann Ernővelközös munkák
- 1890: Sziklai–Goldmann-bérház, Budapest, Rottenbiller utca 29/a.[30]
- 1890: Sziklai–Goldmann-bérház, Budapest, Rottenbiller utca 29/b.[31]
- 1890: Sziklai–Goldmann-bérház, Budapest, Rottenbiller utca 27.[32]
- 1890–1891: Feledi-bérház, Budapest, Vörösmarty utca 3/a.[33][34][35]
- 1891: Feledi-bérház, Budapest, Vörösmarty utca 3/b.[36][37]
- 1892: bérház, Budapest, Dembinszky utca 19.[38][39]
- 1893: bérház, Budapest, Erzsébet körút 5.[40]

## Képtár

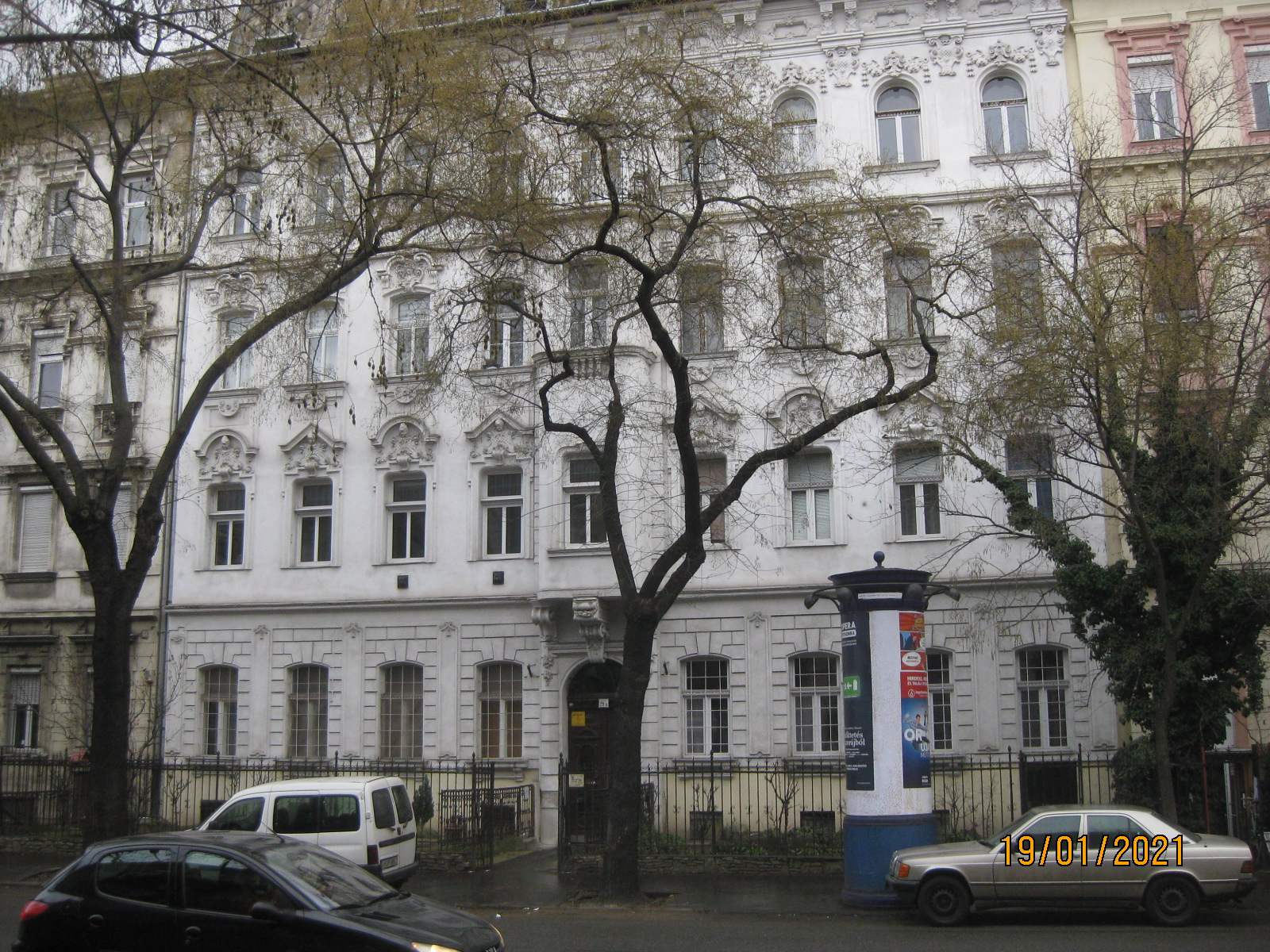
Rottenbiller u. 29/a.
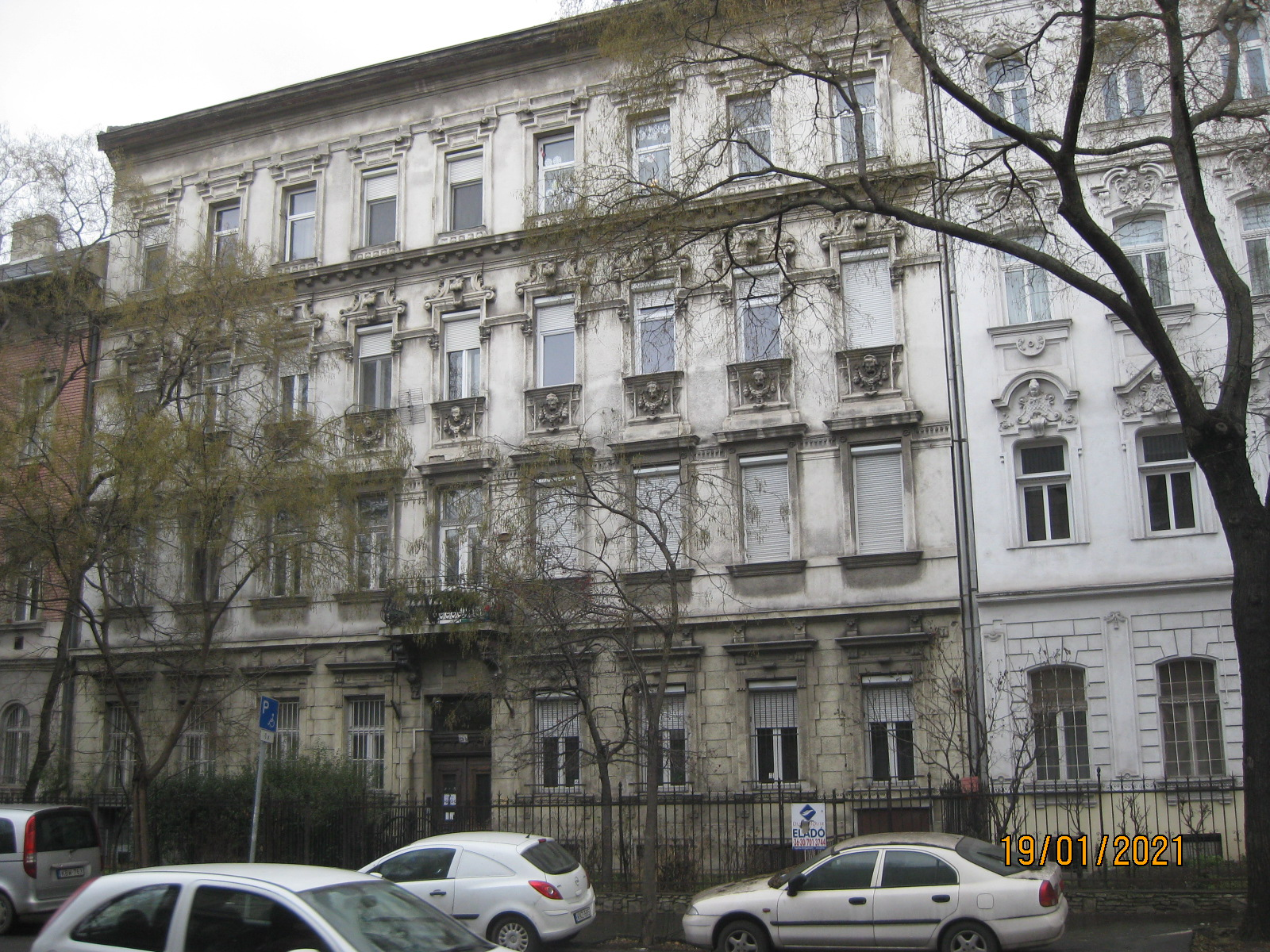
Rottenbiller u. 29/b.
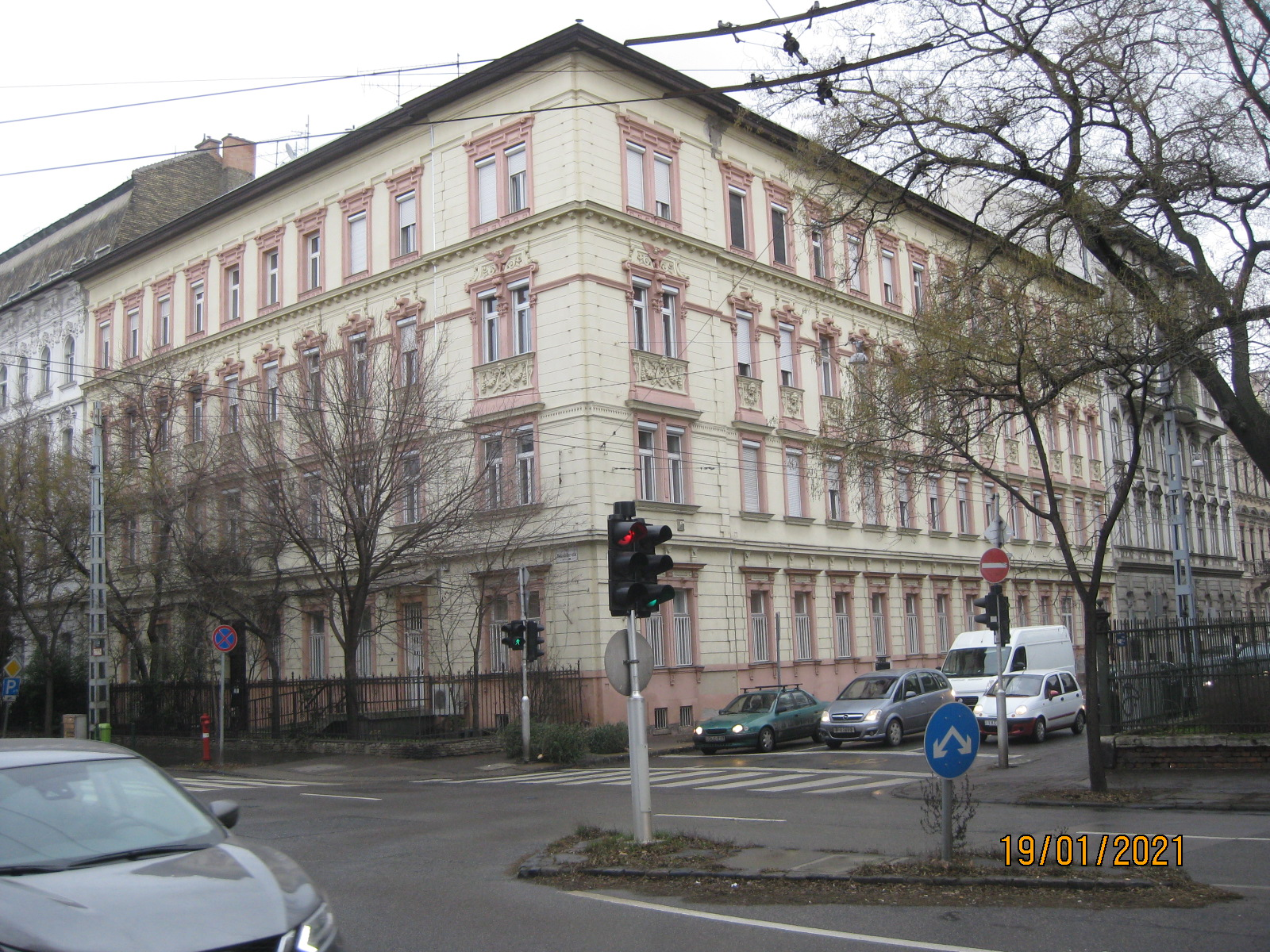
Rottenbiller u. 27.
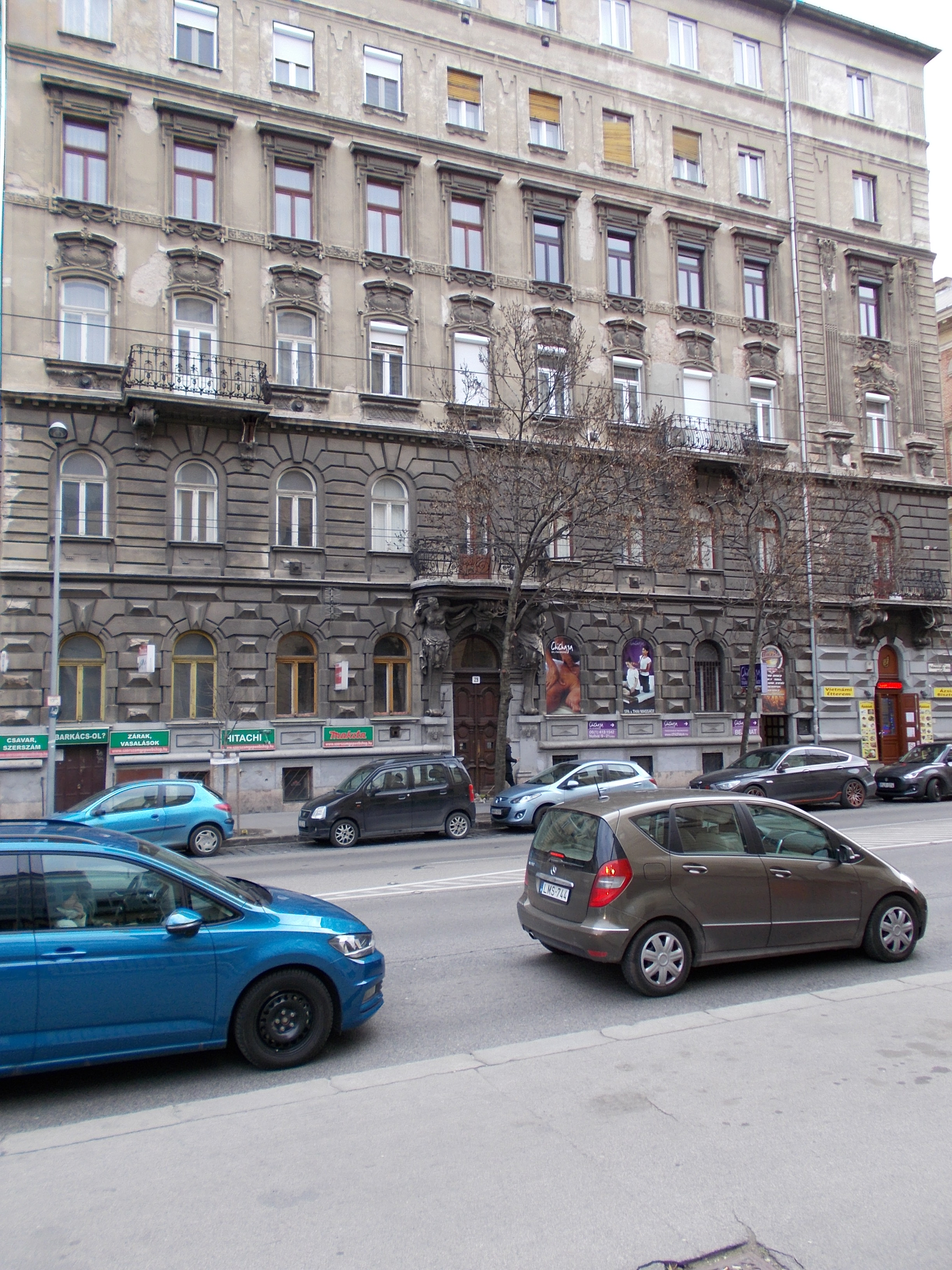
Podmaniczky u. 29.
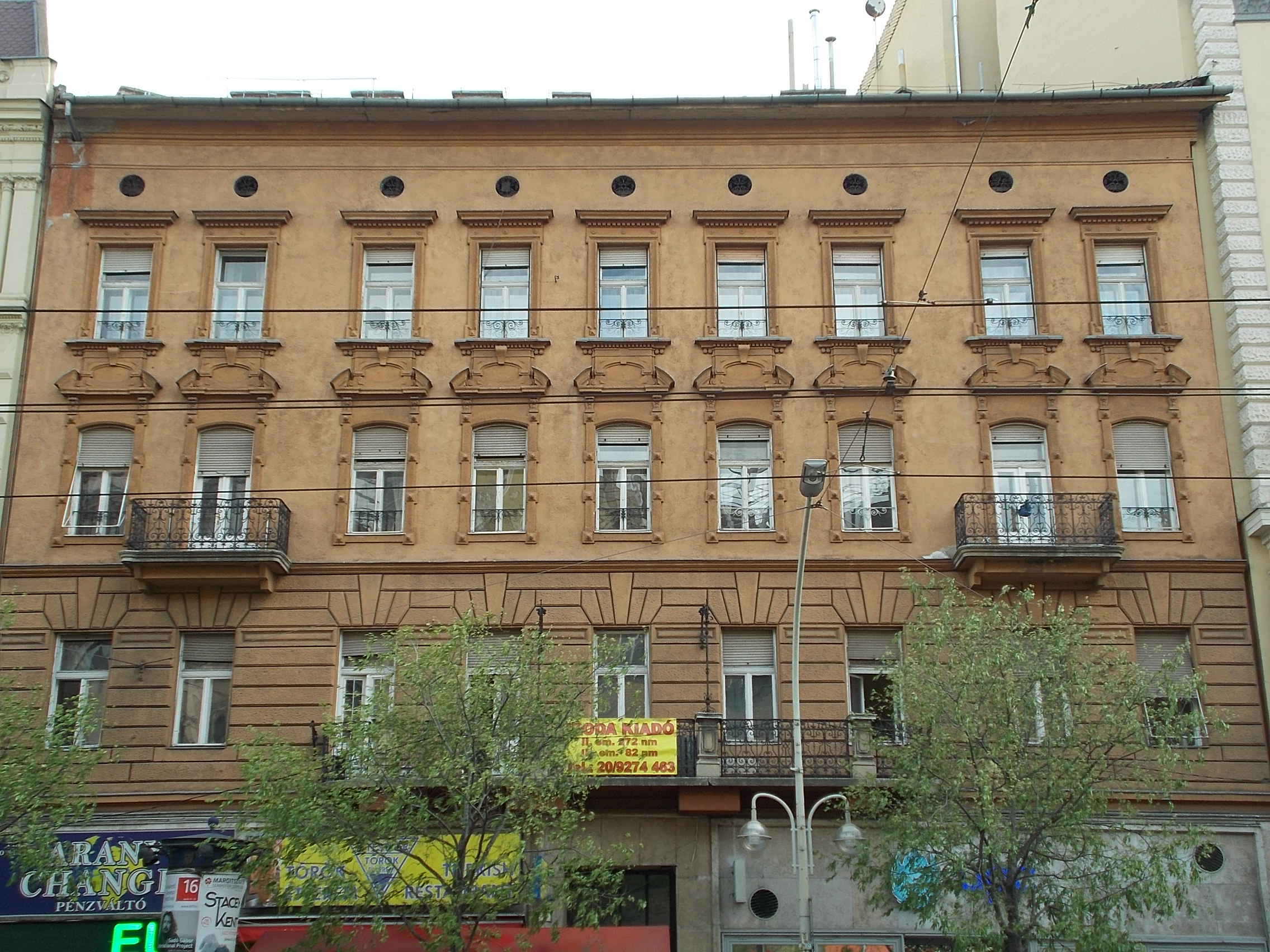
Erzsébet körút 5.
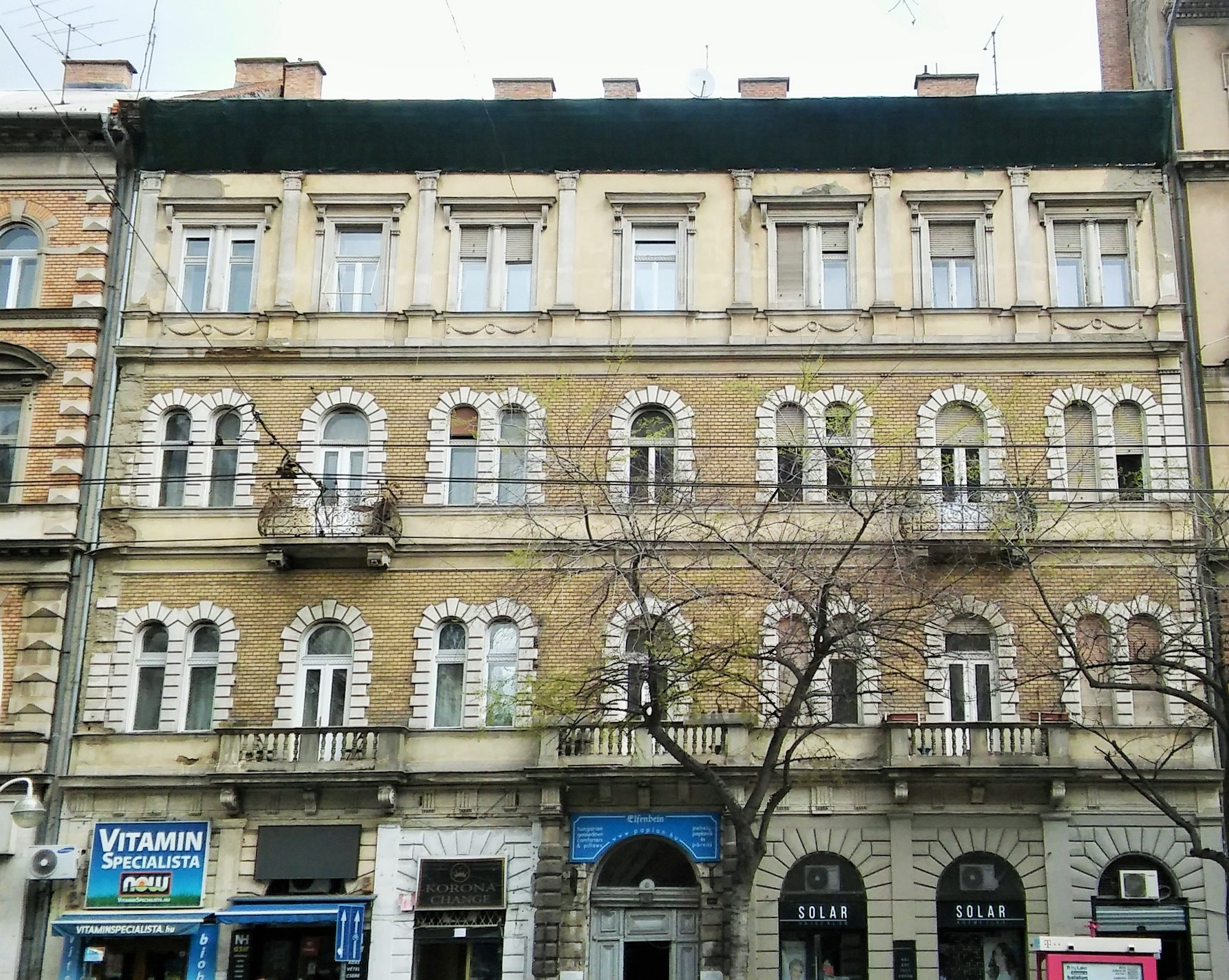
Teréz körút 35.
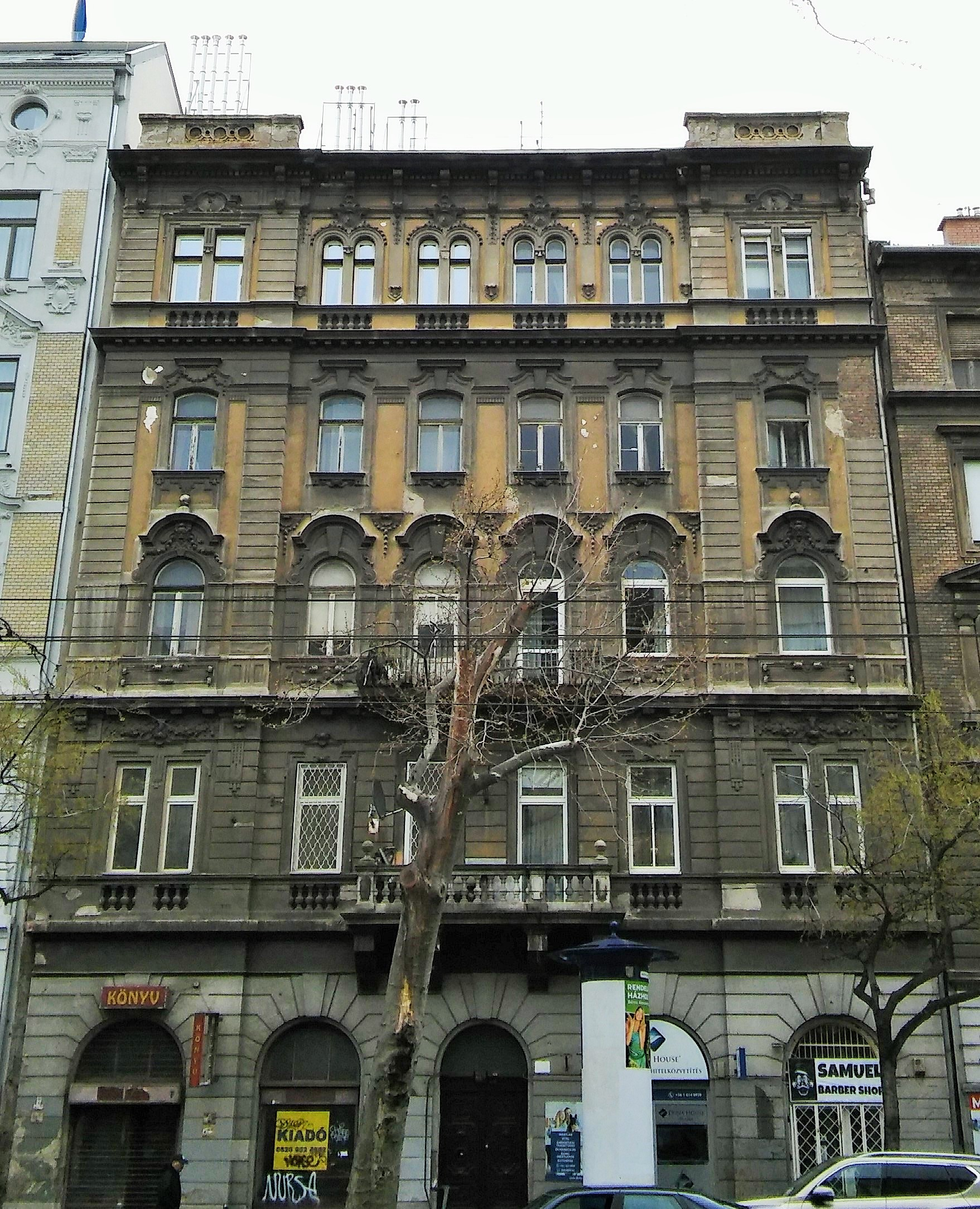
József körút 18. (Malatinszkyvel)
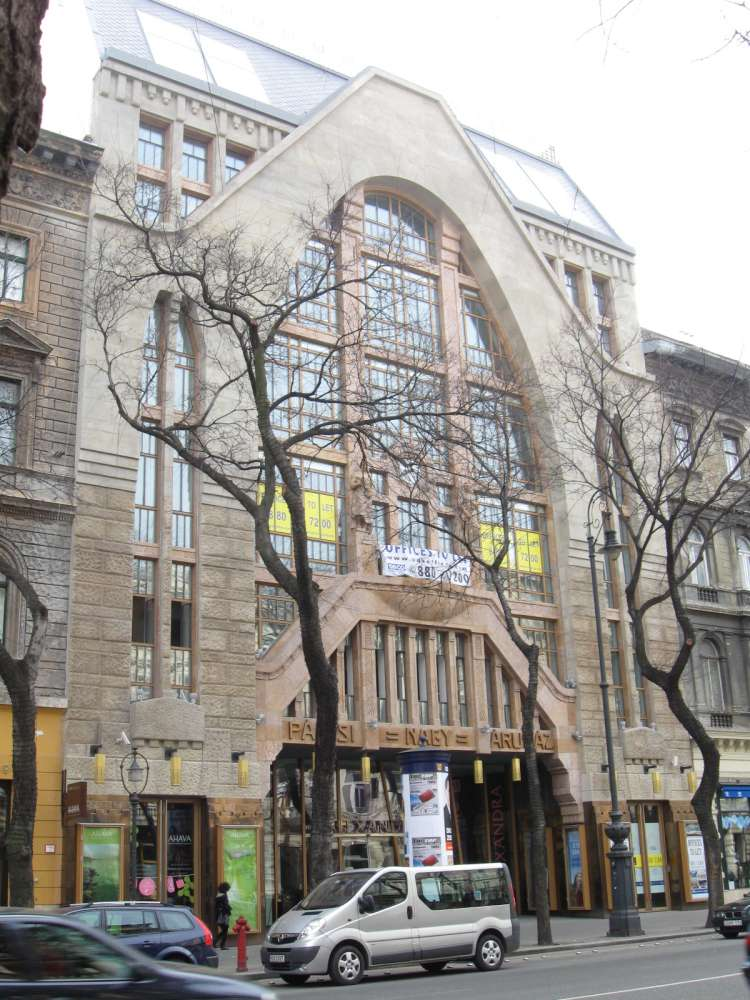
Párisi Nagy Áruház

## Egyéb irodalom
- Déry Attila: Terézváros–Erzsébetváros. VI–VII. kerület. TERC Kft., Budapest, 2006. ISBN 9789639535374 (Budapest építészeti topográfiája III.)
- Gerle János – Kovács Attila – Makovecz Imre: A századforduló magyar építészete. Szépirodalmi Könyvkiadó, Budapest, 1990, ISBN 963-15-4278-5
- Szuhai Barbara: Az első pesti mozi, avagy kazánok, kórházak és az Andrássy út 41. története (egy.hu)